# Џенсиља Миртезај
Џенсиља Миртезај (алб. Xhensila Myrtezaj; Тирана, 9. април 1993) албанска је певачица и предузетница.

## Биографија
Рођена је 9. априла 1993. године у Тирани, у Албанији. Ћерка је албанских родитеља који су се развели док је она још била дете. Као млада је похађала Уметнички лицеј Јордан Мисја. Постала је позната након учешћа у такмичењу Ethet e së premtes mbrëma, у којем је учествовала са 14 година. Учествовала је и у кастинг-шоуу Top Fest са песмом „A më do”. Године 2009. била је на фестивалу Top Fest 6 са песмом „Ekzistoj”, али није стигла до финала.
У децембру 2011. учествовала је у албанском прелиминарном избору за Песму Евровизије 2012. са песмом „Lulet mbledh për hënën”. Стигла је до финала такмичења где је завршила на 13. месту.
У новембру 2016. објавила је „Uh Baby” са певачицом Kida. У јуну 2018. извела је песму „Çika Çika” са Ардијаном Бујупијем. Песма је остварила 100 милиона прегледа на јутјубу. У јулу 2020. објавили су песму „Panorama” која је остварила 60 милиона прегледа.

## Приватни живот
Удата је за албанског комичара и певача Беса Калакуа, а с њим је прешла у католичку цркву. Ћерку Ајку родила је 12. јула 2018.

## Контроверзе
У децембру 2022. српска певачица Маја Беровић је објавила песму „Але Але” која представља обраду истоимене Џенсиљине песме, која је након тога путем Instagram налога изјавила да она нема ауторска права над песмом, али да би „српски извођачи били на дну листе” људи којима би дозволила да направе обраду. Српска и део албанске публике је изузетно негативно реаговала на ову изјаву, рекавши да подрива дискриминацију и србофобију.